# Живот других
Живот других је немачка драма из 2006. године. Филм говори о надгледању и прислушкивању културне сцене Источног Берлина од стране агената Штазија, тајне полиције ДДР-а. Главне улоге тумаче Улрих Михе као Штазијев капетан Герд Вајзлер, Улрих Тукур као његов шеф Антон Грубиц, Себастијан Хох као драмски писац Георг Дрејман, и Мартина Гедек као Дрејманова љубавница, глумица по имену Криста-Марија Зиланд.
У Немачкој је филм приказан 23. марта 2006. године. Живот других је освојио Оскара 2006. године за најбољи страни филм. Филм је раније освојио седам Немачких филмских награда - укључујући и оне за најбољи филм, најбољег режисера, најбољи сценарио, најбољег глумца и најбољег споредног глумца – након што је поставио рекорд са 11 номинација. Номинован је и за Најбољи страни филм на 64. додели награда Златни глобус. Филм Живот других је коштао 2 милиона долара, а зарадио више од 77 милиона широм света до новембра 2007. године.

## Римејк
У фебруару 2007. године, Сидни Полак и Ентони Мингела су најавили да би могли режирати римејк филма на енглеском језику. Мингела је умро у марту 2008. године, а Полак мање од три месеца касније, тако да више не постоје могућности било каквог снимања римејка.